# Pärleternell
Pärleternell (Anaphalis margaritacea) är en art i familjen korgblommiga växter.

## Beskrivning
Kromosomtal 2n = 28.

## Etymologi

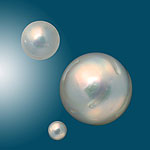
Pärlor

- släktnamnet Anaphalis ska enligt[förtydliga] [1][bättre källa behövs] anses vara en ordlek baserat på Gnaphalium; logiken ej helt uppenbar.
- Släktnamnet Gnaphalium — nu klassat som synonym — härleds från grekiska gnafalon, som betyder filt, ull med syftning på att släktets arter är filtliknande behårade.
- Artnamnet margaritaceae är latin och betyder liknar en pärla, av margarita = pärla. Det syftar på utseendet av de vita blomkorgarna. Därav namnet pärleternell.

## Bilder

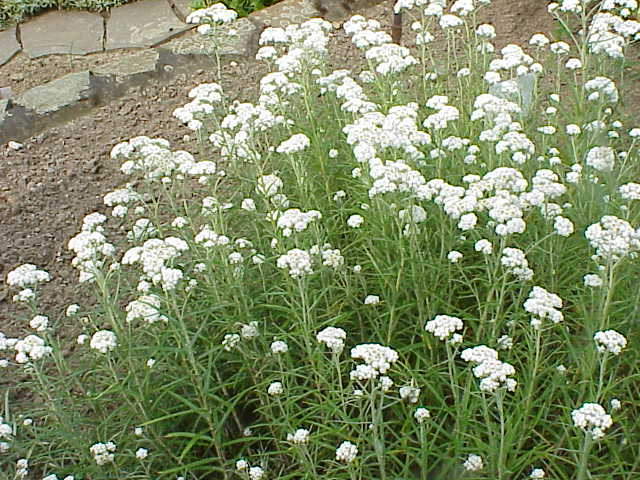
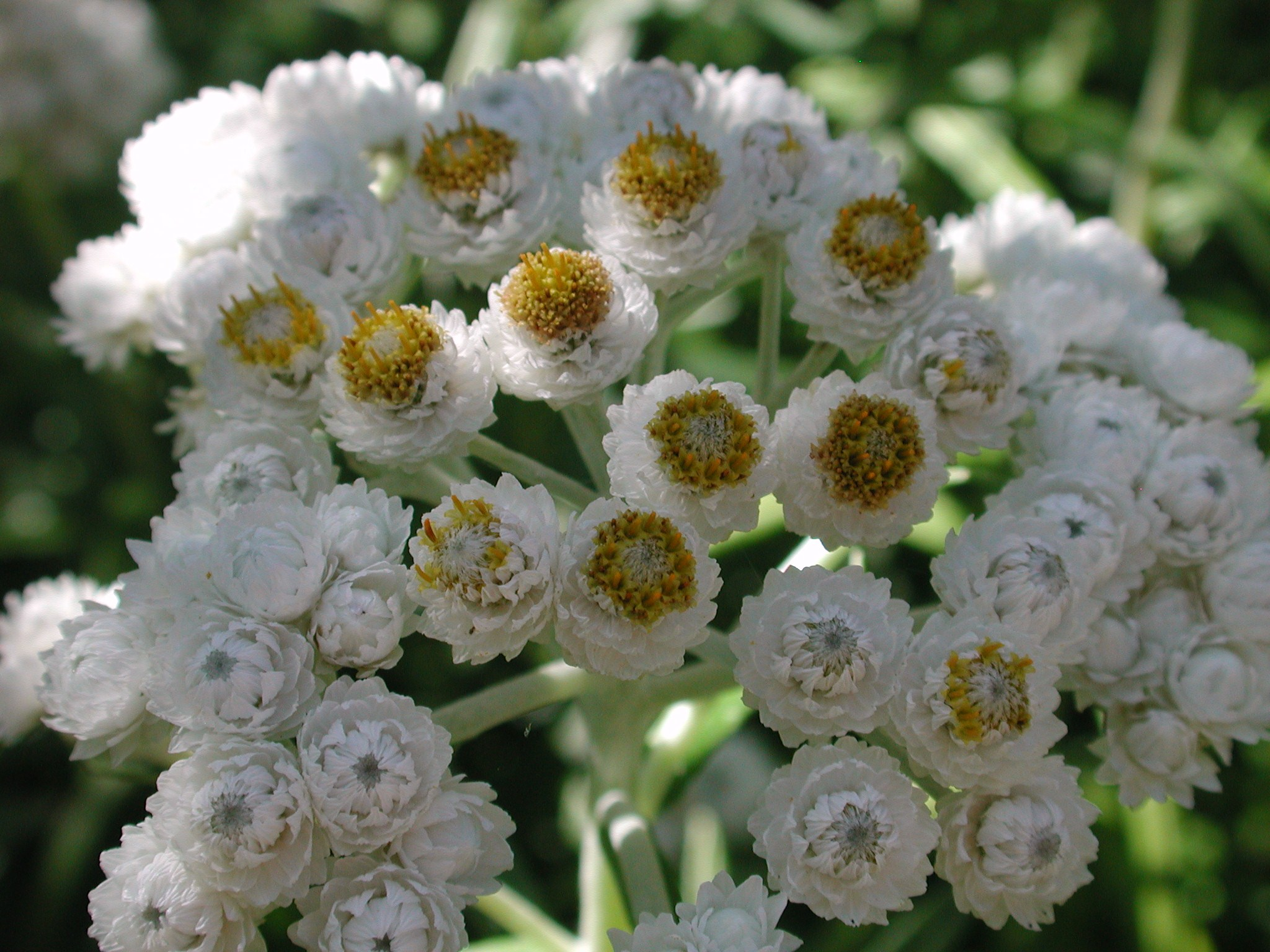
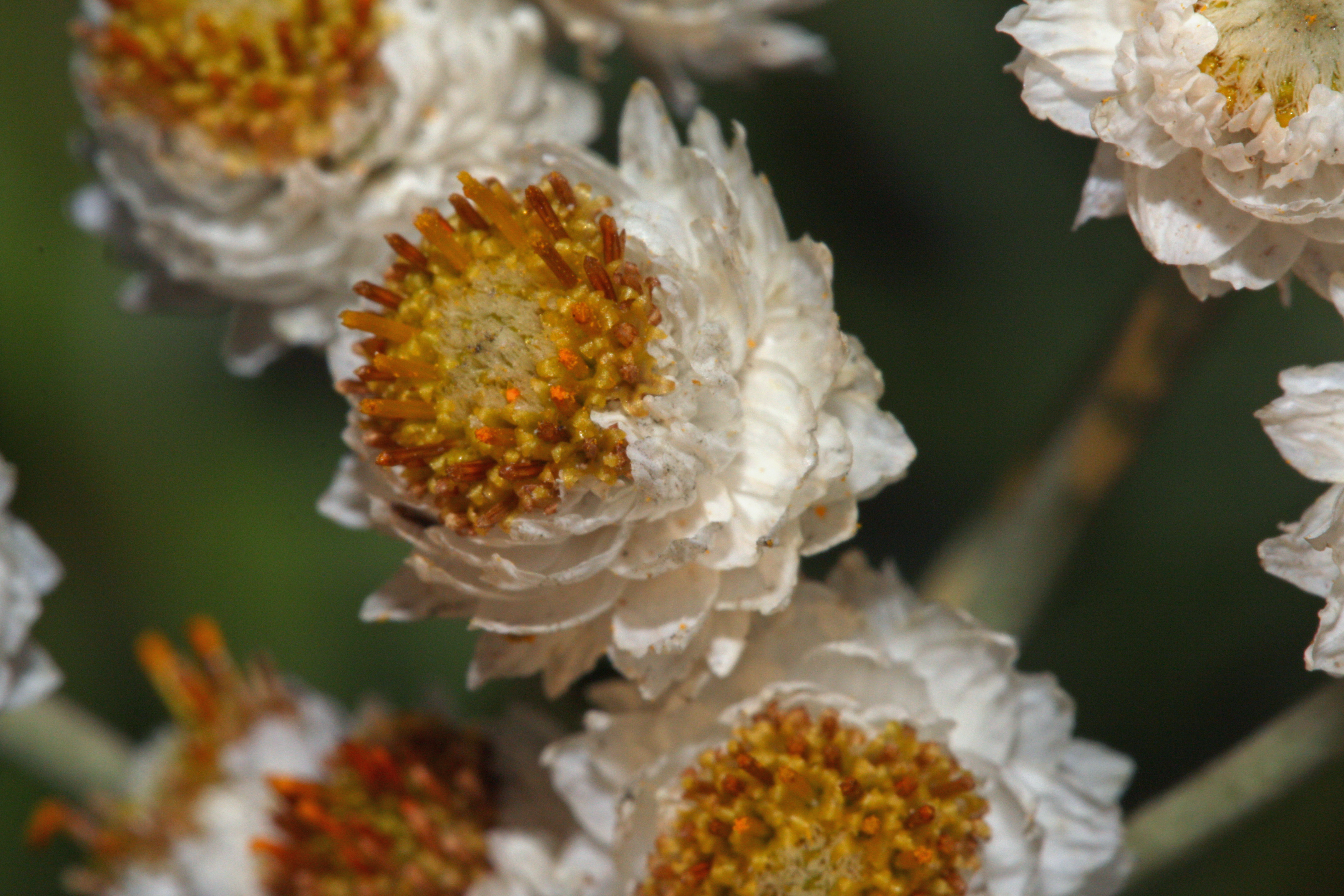
Den yttre, mörka ringen är honblommor, den ljusare mitten är hanblommor
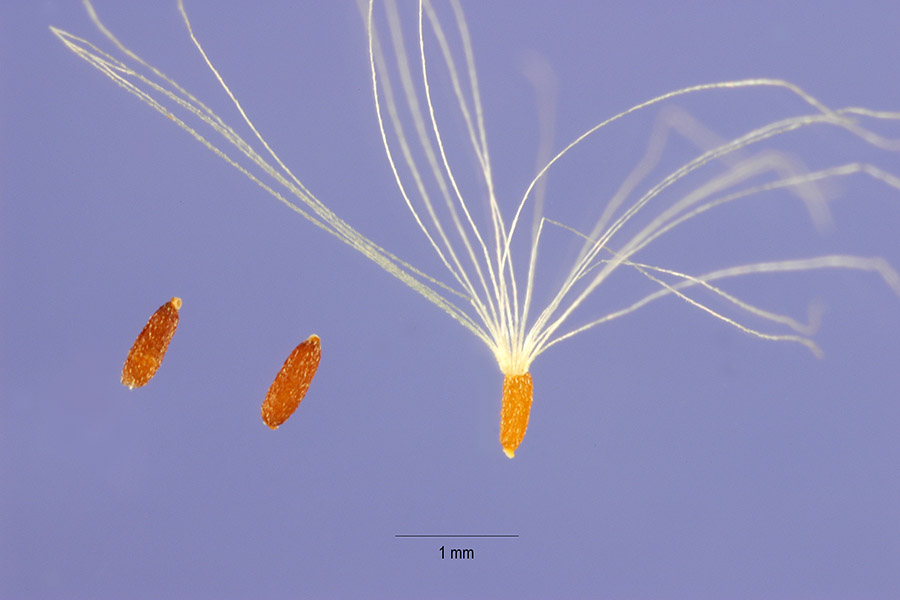
Frön Lägg märke till skalan längst ned. Vänsterklicka på bilden, så syns skalan bättre.